# Čandragupta Maurja
Čandragupta Maurja (v sanskrtu चन्द्रगुप्त मौर्य) (340 př. n. l. – 320/298), někdy nazývaný jen Čandragupta, byl zakladatelem a prvním panovníkem Maurjovské říše, která byla pravděpodobně nejrozlehlejší říše, jaká kdy vládla na indickém území. Právě pod nadvládou Čandragupty se tato relativně malá říše brzy rozrostla do mocenské velmoci ovládající prakticky celý Indický subkontinent.
Čandragupta získal moc v oblasti Magadhy v roce 321 př. n. l. a během 10 let dobyl většinu severní Indie. Vytlačil Řeky z Paňdžábu a kolem roku 305 př. n. l. porazil Seleuka I. Níkátóra, čímž rozšířil říši o Balúčistán a satrapie Kábul, Herát a Kandahár.
Sídlil ve městě Pátaliputra. Jako dobrý panovník vytvořil z Indie prosperující zemi. Jeho rádcem byl bráhman Čánakja Kautilja, jemuž je tradičně připisováno autorství Arthašástry, proslulé staroindické učebnice politiky, propagandy, špiónství a vojenství.
Čandragupta údajně nedlouho před smrtí abdikoval ve prospěch svého syna a dožil jako potulný asketa. Jeho syn Bindusára (293–272 př. n. l.) rozšířil území říše dále do jižní Indie.
Největším maurjským panovníkem byl Čandraguptův vnuk Ašóka (273–232 př. n. l.).